# 중국 인민해방군 군사항천부대
군사항천부대(중국어 간체자: 军事航天部队)는 중국 인민해방군에서 우주군에 해당하는 독립 병종으로, 베이징시 하이뎬구에 근거지를 두고 있다.

## 역사
기원은 옛 전략지원부대의 航天系統部, 항천계총부로, 2024년 4월 19일에 전략지원부대가 해체되면서 독립적인 특화된 병종이 되었다.

## 조직 구조

### 부서
- 참모부
  - 정보통신처
- 정치공작부
  - 간부국
  - 창작실
- 후근부
  - 공정대건관리공실(工程代建管理辦公室)
- 장비부
  - 장비보장대(裝備保障隊)
- 중계위성관제관리센터(中繼衛星控制管理中心)
- 실험장비물자매입국(試驗裝備物資採購局)
- 화둥 판사처(華東辦事處)
- 시창 질량감독역(西昌質量監督站)

### 부대
- 중국 인민해방군 항천원대대(中国人民解放军航天员大队), 대대급 우주비행사 부대.

## 관할 시설

### 위성 발사장
- 주취안 위성발사센터/제20실험훈련기지 - 간쑤성 주취안시 진타현
- 타이위안 위성발사센터/제25실험훈련기지 - 산시성 신저우시 커란현
- 시창 위성발사센터/제27실험훈련기지 - 쓰촨성 량산 이족 자치주 시창시

### 통제소
- 베이징 우주비행통제센터(北京航天飞行控制中心)
- 중국 위성해상관제부(中国卫星海上测控部)/제23실험훈련기지
- 시안 위성관측센터(西安卫星测控中心)/제26실험훈련기지

### 연구소
- 베이징 추적 및 통신기술연구소(北京跟踪与通信技术研究所)
- 중국 핵실험기지(中国马兰核试验基地)
- 중국 낙양 전자장비시험센터(中国洛阳电子装备试验中心)
- 중국 공기역학연구 및 발전센터(中国空气动力研究与发展中心)/제29실험훈련기지
- 항공우주연구개발센터(航天研发中心)
- 공정설계연구소(工程设计研究所)
- 측량통신종합연구소

### 교육시설
- 중국 항천원과학연구훈련센터(中国航天员科研训练中心)/중국 인민해방군 제507연구소
- 중국 인민해방군 전략지원부대 항천공정대학(中国人民解放军战略支援部队 航天工程大学)

### 그 외
- 항공우주정찰국(航天偵察局)
  - 베이징시 원격탐사정보연구소(北京市遙感信息研究所)
- 전시예술센터(電視藝術中心)

## 같이 보기
- 중국의 우주 개발
- 국가항천국, 같은 하이톈구에 있는 공업정보화부 산하 기관.
- 미국 우주군
- 러시아 우주군